# Béla Guttmann
Béla Guttmann (tiếng Hungary: [ˈbeːlɒ ˈɡutmɒnn]; sinh ngày 27 tháng 1 năm 1899 – mất ngày 28 tháng 8 năm 1981) là một cầu thủ và huấn luyện viên bóng đá người Hungary. Ông sinh ra tại Budapest, Áo-Hung và là một người Do Thái. Chính vì gốc gác Do Thái, ông đã bị Đức Quốc Xã trục xuất đến một trại lao động nô lệ của Đức Quốc Xã và may mắn sống sót qua thảm họa diệt chủng Holocaust. Trước khi chiến tranh nổ ra, ông từng chơi ở vị trí tiền vệ cho các đội bóng MTK Budapest FC, SC Hakoah Vienna, đội tuyển Hungary và vài câu lạc bộ ở Hoa Kỳ. Tuy nhiên sau thời chiến ông có lẽ được nhớ tới nhiều nhất trong vai trò huấn luyện viên và nhà quản lý của A.C. Milan, São Paulo FC, FC Porto, Benfica và C.A. Peñarol. Thành công lớn nhất của ông là chiến tích dẫn dắt Benfica vô địch Cúp C1 hai năm liên tiếp ở mùa 1961 và 1962.
Guttmann cùng Márton Bukovi và Gusztáv Sebes đã tạo nên bộ ba huấn luyện viên cấp tiến–những người tiên phong trong việc sử dụng đội hình 4-2-4; ông cũng được ghi nhận là người cố vấn cho Eusébio. Tuy nhiên trong suốt sự nghiệp của mình ông chưa bao giờ tránh khỏi tranh cãi. Dù từng chu du khắp nơi trong cả vai trò cầu thủ lẫn huấn luyện viên, ông hiếm khi ở lại một câu lạc bộ quá hai mùa bóng nên thường được gán với cụm từ "mùa giải thứ ba tệ hại". Guttmann bị Milan sa thải khi đội bóng đang ngự trị ở ngôi đầu Serie A, sau đó ông cũng rời Benfica khi đội từ chối yêu cầu tăng lương của ông. Khi rời Benfica ông đã để lại một lời nguyền ám lên đội bóng này.

## Sự nghiệp cầu thủ

### Sự nghiệp câu lạc bộ
Guttmann là một thành viên nổi tiếng của đội MTK Budapest FC vào đầu thập niên 1920. Khi chơi cạnh Gyula Mándi, ông giúp MTK giành hai chức vô địch quốc gia Hungary vào năm 1920 và 1921. Năm 1922 ông rời Vienna để tránh chủ nghĩa bài Do Thái dưới chế độ của đô đốc Miklós Horthy và gia nhập câu lạc bộ toàn người Do Thái SC Hakoah Vienna. Năm 1925 ông giành thêm chức vô địch quốc gia nữa khi Hakoah vô địch quốc gia Áo. Tháng 4 năm 1926 đội hình của SC Hakoah Wien đi du thuyền đến New York để khởi động chuyến du đấu mười trận ở Hoa Kỳ; vào ngày 1 tháng 5 có 46.000 khán giả đến theo dõi họ chơi bóng với đội siêu sao (All-Stars) của giải vô địch quốc gia Mỹ (ASL) tại sân vận động Polo Grounds. Đội ASL giành chiến thắng chung cuộc 3-0. Vào mùa thu năm 1930, ông tái gia nhập câu lạc bộ bóng đá New York (có biệt danh là the Giants), nhưng rồi trở lại đội All-Stars vào mùa thu năm 1931 và kết thúc sự nghiệp cầu thủ tại đây. Khi còn chơi bóng ở New York, Guttmann đã tham gia bán rượu lậu và gần như mất tất cả sau tai nạn phố Wall năm 1929.

### Sự nghiệp quốc tế
Từ năm 1921 đến 1924, Guttmann chơi sáu trận cho đội tuyển Hungary và lập công ngay ở trận ra mắt vào ngày 5 tháng 6 năm 1921 trong trận thắng 3-0 trước Đức. Cùng tháng đó ông cũng thi đấu đối đầu với Southern Germany XI. Bốn trận còn lại của ông đều diễn ra vào tháng 5 năm 1924 trước các đối thủ là Thụy Sĩ, Saarland, Ba Lan và Ai Cập. Hai trận kế tiếp của ông diễn ra tại Thế vận hội Mùa hè 1924. Trong giai đoạn chuẩn bị cho giải đấu, Guttmann đã phản đối việc có nhiều quan chức hơn là cầu thủ trong đội hình Hungary. Ông còn phàn nàn rằng khách sạn phù hợp với xã giao hơn là chuẩn bị cho trận bóng; để thể hiện sự phản đối ấy ông đã treo những con chuột chết trên cửa của các vị quan chức.

## Sự nghiệp huấn luyện

### Trở lại châu Âu
Guttmann trở lại châu Âu vào năm 1932 và trong những năm trước khi Thế chiến 2 bùng nổ, ông từng dẫn dắt các đội bóng tại Áo, Hà Lan và Hungary. Sau thời gian ngắn làm việc với đội bóng cũ SC Hakoah Wien và sau đó là SC Enschede, ông có thành công nghiêm túc đầu tiên với Újpest FC ở mùa bóng 1838-39 khi giành chức vô địch quốc gia Hungary và Cúp Mitropa.
Trong thời kì diệt chủng người Do Thái ở Hungary vào năm 1944, lúc đầu Guttmann trốn trong một căn gác xép ở Újpest do người em rể không phải người Do Thái giúp đỡ. Rồi ông bị ép gửi đến một trại lao động. Ông trốn thoát vào tháng 12 năm 1944, ngay trước khi bị gửi đến Auschwitz cùng với Ernest Erbstein – một huấn luyện viên người Hungary gốc Do Thái nổi tiếng khác. Cả cha và chị gái ông đều bị sát hại tại Auschwitz. Trong nhiều năm câu chuyện về những gì xảy ra với ông trong thời kì Holocaust vẫn chưa rõ ràng, cho đến khi David Bolchover viết về nó trong một cuốn tiểu sử về ông có tựa đề The Greatest Comeback.

### Ý
Giống như nhiều huấn luyện viên và cầu thủ đồng hương khác, Guttmann cũng có thời gian gắn bó với bóng đá Ý. Sau khi dành thời gian ngắn với Calcio Padova và U.S. Triestina Calcio, ông được bổ nhiệm làm thuyền trưởng của A.C. Milan vào năm 1953. Với một đội hình có nhiều ngôi sao như Gunnar Nordahl, Nils Liedholm và Juan Alberto Schiaffino, Guttmann đã đưa đội bóng đứng đầu Serie A sau 19 vòng đấu ở mùa giải thứ hai dẫn dắt, nhưng rồi bị sa thải sau hàng loạt bất đồng với ban lãnh đạo đội bóng. Sau đó ông choáng váng khi phát biểu trong một buổi họp báo, "Tôi đã bị sa thải ngay cả khi không phải là tội phạm, cũng không hề đồng tính. Chào tạm biệt." Kể từ đó Guttmann luôn luôn yêu cầu hợp đồng của mình phải có thêm một "điều khoản thòng" rằng nếu như đội bóng xếp đầu bảng thì ban lãnh đạo không được phép sa thải ông.

### Bồ Đào Nha

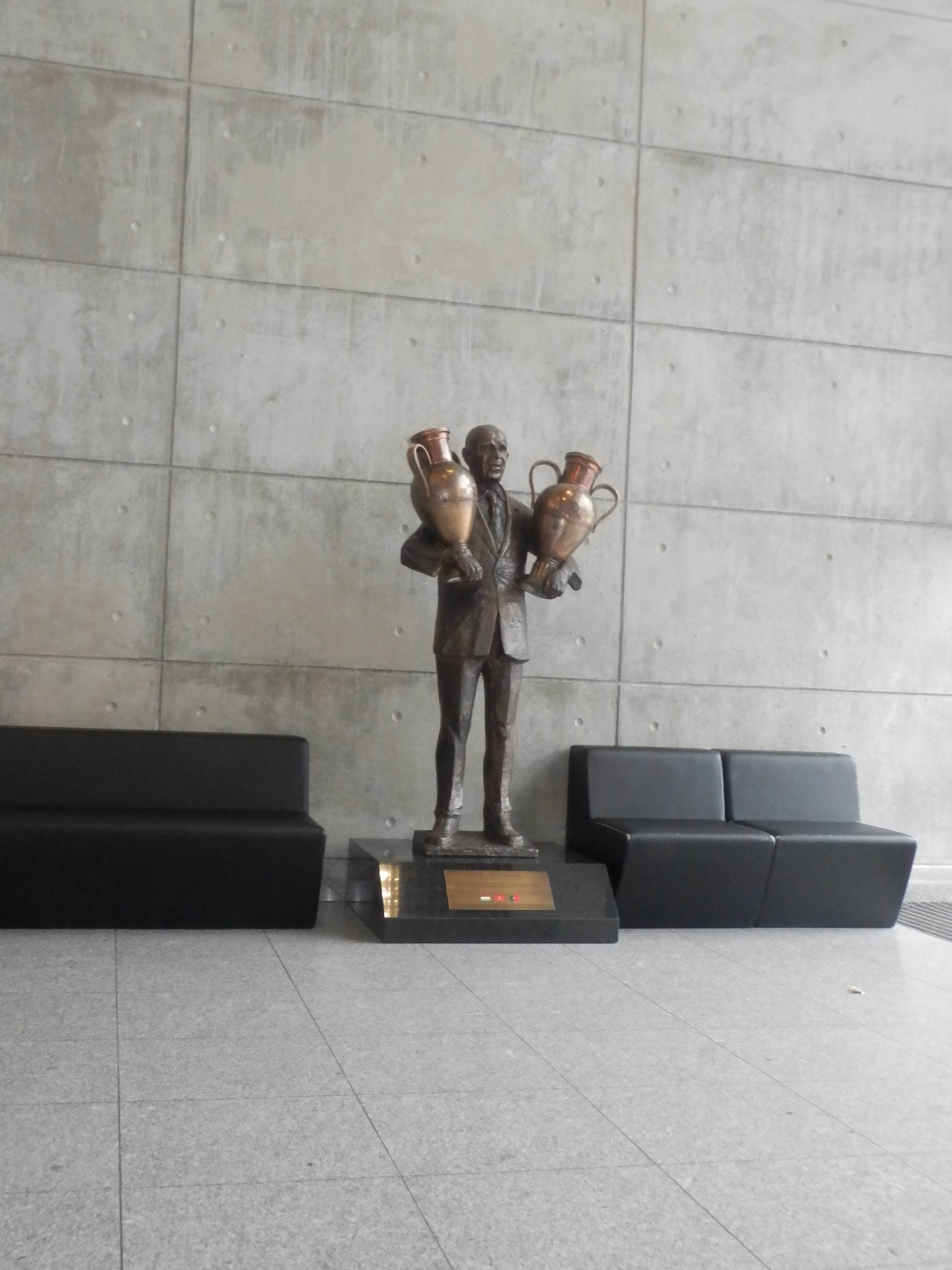
Một bức tượng Béla Guttman mỗi tay ôm một bản sao của chiếc cúp C1.

Năm 1958, Guttmann đến Bồ Đào Nha và mở đầu quãng thời gian thành công nhất trong sự nghiệp. Ông đảm nhận vị trí thuyền trưởng của câu lạc bộ Porto và giúp đội bắt kịp cách biệt 5 điểm với Benfica để giành chức vô địch quốc gia Bồ Đào Nha đầu tiên vào năm 1959. Mùa giải kế tiếp, ông ra đi để cập bến chính Benfica. Tại đây ông đã đẩy đi 20 cầu thủ ở đội một và đôn lên hàng loạt cầu thủ trẻ, qua đó giành lại chức vô địch cho Benfica vào các năm 1960 và 1961. Dưới triều đại của Guttmann, Benfica với đội hình gồm Eusébio, José Águas, José Augusto, Costa Pereira, António Simões, Germano và Mário Coluna cùng nhau vô địch Cúp C1 hai năm liên tiếp. Ở mùa bóng 1961, họ đánh bại Barcelona với tỉ số 3-2 và ở mùa giải kế tiếp, họ bảo vệ thành công danh hiệu khi ngược dòng từ 2–0 thành 3–2 để đả bại Real Madrid chung cuộc 5–3.
Có nguồn tin kể rằng Guttmann ký hợp đồng với Eusébio sau một cuộc gặp gỡ tình cờ tại một cửa hiệu cắt tóc. Ngồi bên cạnh Guttmann là José Carlos Bauer, một trong những người kế nhiệm ông tại São Paulo. Trong chuyến du đấu của đội tuyển Brasil tại Bồ Đào Nha, huấn luyện viên trưởng đội bóng này đã đề cập với Guttmann về một cầu thủ xuất chúng mà ông từng chứng kiến khi họ du đấu ở Mozambique. Eusébio cũng nhanh chóng thu hút sự chú ý của Sporting CP. Nhưng Guttmann đã nhanh chân hơn và đưa tài năng trẻ 19 tuổi về Benfica. Để kỷ niệm 100 năm thành lập Benfica, một bức tượng Guttmann cầm hai chiếc cúp C1 đã được đem trưng bày. Bức tượng này do nhà điêu khắc người Hungary László Szatmári Juhos thiết kế và được đặt tại cửa số 18 của Sân vận động Ánh sáng.

### "Lời nguyền" của Béla Guttmann
Sau trận chung kết Cúp C1 châu Âu 1962, Guttmann được cho là đã tiếp cận ban lãnh đạo Benfica và yêu cầu tăng lương. Tuy nhiên bất chấp thành công mà ông đem lại cho câu lạc bộ, Guttmann vẫn bị từ chối. Khi rời Benfica, ông bị cáo buộc vì đã nguyền rủa đội bóng rằng, "Trong vòng 100 năm nữa, Benfica sẽ không bao giờ vô địch được Cúp châu Âu". Sau đó vào ngày 6 tháng 4 năm 1963, trong một buổi phỏng vấn với A Bola, ông phát biểu "ở thời điểm này Benfica đang được phục vụ tốt và không cần đến tôi. Họ sẽ vô địch quốc gia Bồ Đào Nha và sẽ trở thành nhà vô địch châu Âu một lần nữa." Tuy nhiên sau đó Benfica đã để thua tất cả tám trận chung kết cúp Châu Âu mà họ tham dự, gồm năm trận chung kết cúp C1 (1963, 1965, 1968, 1988 và 1990) và ba trận chung kết UEFA Cup/UEFA Europa League (1983, 2013 và 2014). Trước trận chung kết năm 1990 diễn ra tại Vienna (nơi chôn cất Guttmann), Eusébio đã cầu nguyện tại mộ của Guttmann và mong lời nguyền được hóa giải.

## Danh hiệu

### Cầu thủ
MTK Hungária FC
- Hungarian League: 1919–20, 1920–21

SC Hakoah Wien
- Austrian Champions: 1924–25

New York Hakoah
- National Challenge Cup: 1929

### Huấn luyện viên
Újpest FC/Újpesti TE
- Hungarian League
- 1938–39, 1946–47
- Mitropa Cup: 1939

São Paulo
- São Paulo State Champions: 1957

Porto
- Portuguese Liga: 1958–59

Benfica
- Cúp C1 châu Âu: 1960–61, 1961–62
- Primeira Divisão: 1959–60, 1960–61
- Taça de Portugal: 1961–62